# Gabriel Józef Alojzy Biernacki
Gabriel Józef Alojzy Biernacki herbu Poraj (ur. 18 marca 1774 w Kołdowie, zm. 1834 w Zamościu) – uczestnik insurekcji kościuszkowskiej, wojen napoleońskich oraz generał brygady i naczelnik wojenny województwa kaliskiego w powstaniu listopadowym. Poseł z powiatu ostrzeszowskiego na Sejmy Księstwa Warszawskiego w 1811 i 1812, deputowany na sejmy Królestwa Polskiego w 1818 i 1820.
Właściciel m.in. wsi Suliszewice. Był kawalerem wybranym loży wolnomularskiej Rycerze Gwiazdy.

## Biografia
Dorastał w patriotycznej rodzinie mającej dobre tradycje. Starszy brat Alojzego Prospera Biernackiego. Na chrzcie otrzymał imiona Gabriel Józef Alojzy. Najczęściej używał imienia Józef lub Józef Gabriel.

### Lata 1789-1799
Mając 15 lat, wstąpił do wojska 1 marca 1789 roku: najpierw do brygady wielkopolskiej kawalerii narodowej, a następnie do II wielkopolskiej brygady dowodzonej przez jego stryja kasztelana sieradzkiego Pawła. Brał udział w obydwu kampaniach z ostatnich lat Rzeczypospolitej. Po upadku powstania opuścił szeregi armii, a wstępując do legionów otrzymał stopień porucznika. Opuścił jednak kraj po uzyskaniu paszportu, podając jako cel wyjazdu zamiar studiowania w Getyndze. Uczestnik wojny polsko-rosyjskiej 1792 roku. 
W lutym 1797 roku wstąpił do Legionów Polskich we Włoszech i został awansowany do stopnia kapitana. Uczestniczył w kampaniach lat 1797-1802. Otrzymał przydział do batalionu piechoty, a 10 kwietnia został przeniesiony do sztabu. Generał Dąbrowski darzył go zaufaniem i wyznaczał do akcji specjalnych (wysłany został m.in. pod koniec 1798 roku z misją do gen. Bernadotte; w czasie misji pojedynkował się z generałem Mierosławskim i został poważnie ranny). Po powrocie do kwatery Dąbrowskiego pomagał w formowaniu kawalerii legionowej, z którą realizował kampanię włoską w 1799 roku. W bitwie nad Trebią 15 czerwca 1799 odbił wraz z kpt. Piotrowskim z rąk nieprzyjacielskich gen. Dąbrowskiego. Został wówczas postrzelony z pistoletu. Następnie przebywał we Włoszech po przeniesieniu kawalerii do legii naddunajskiej, otrzymując jednocześnie dowództwo 7 batalionu piechoty, z którym uczestniczy w walkach nad Mincio przy oblężeniu Ferrary i Peschiery oraz w blokadzie Mantuy.

### Lata 1802-1809
18 sierpnia 1802 roku został zdymisjonowany. Po powrocie do kraju osiadł w rodzinnych stronach i ożenił się z Józefą Katarzyną Stokłowską.  21 października 1805 urodził się syn pary, Jan Kanty Honoriusz. Rok później (w związku z wkroczeniem do Wielkopolski wojsk cesarza Napoleona) Biernacki wstąpił w szeregi powstającej armii i zaczął w Kaliszu organizować piechotę. Od 1806 roku był organizatorem 5 Pułku Piechoty Księstwa Warszawskiego, z którym uczestniczył w blokadzie Grudziądza. W 1807 został majorem 6 Pułku Ułanów. Kolejnym etapem jest przeniesienie na stanowisko przewodniczącego utworzonej legionowej rady gospodarczej dla pułków artylerii i kawalerii, mającej swoją siedzibę w Poznaniu. Jesienią 1807 roku złożył dymisję i powrócił na wieś, kończąc swoją pierwszą służbę w szeregach wojska Księstwa Warszawskiego.  
W 1809 roku ponownie znalazł się w wojsku jako organizator siły zbrojnej województwa kaliskiego w wojnie polsko-austriackiej. Jako dowódca sił zbrojnych w Kaliskiem zaczął formować wzdłuż linii Warty grupki operacyjne, mające za zadanie nie przepuszczenia na przeprawach nieprzyjacielskich patroli. W pierwszych dniach maja 1809 roku otrzymał do swojej dyspozycji oddziały zakładowe i przeprowadzał  wypady na stanowiska austriackie. 19 maja gen. Dąbrowski, który przejął dowodzenie, wyruszył do Poznania. Biernacki w czasie tego marszu dowodził oddziałami prawego skrzydła, ale pod Łęczycą nieprzyjaciel stawił opór i w związku z tym wojska musiały zmienić kierunek marszu. Stoczono wówczas kilka potyczek m.in. 2 czerwca 1809  pod Rawą, 9 czerwca pod Inowłodziem, 13 czerwca pod Końskimi. 24 lipca w Krakowie Biernacki otrzymał z rąk ks. Poniatowskiego krzyż Virtuti Militari. Po reorganizacji wojska i z brakiem stanowiska dla niego opuścił szeregi wojska i udał się na wieś, zamieszkując w Naramicach pod Wieluniem. 

### Lata 1811-1816
W kwietniu 1811 roku został wezwany do pełnienia służby publicznej. Został mianowany komendantem i organizatorem gwardii w departamencie kaliskim z zadaniem utworzenia batalionu gwardii w sile sześciu kompanii. Udało mu się utworzyć oddział, wyznaczyć instruktorów, umundurować itd. Gwardią dowodził około pół roku, ponieważ w listopadzie formacja została rozwiązana. Biernacki zwrócił się 23 marca 1812 do gen. Dąbrowskiego o powołanie w szeregi armii. 25 kwietnia otrzymał stanowisko komendanta placu w Piotrkowie i Toruniu, w którym spędził cały okres wojny. Został awansowany na pułkownika. Kiedy komenda w Toruniu przeszła w ręce francuskie, wyruszył do Kalisza, gdzie został dowódcą pospolitego ruszenia. Z kawalerią osłaniał miasto przed  Rosjanami. W czasie starcia pospolitego ruszenia z Rosjanami pod Stawiszynem, Biernacki został ciężko ranny, otrzymując pchnięcie piką i 5 ran od szabli i został wzięty do niewoli. Nie brał już udziału w dalszych wojnach napoleońskich. Pod koniec 1814 gen. Dąbrowski wysłał go z misją do króla saskiego. W dniu 21 października 1816 otrzymał dymisję z prawem noszenia munduru.

### Lata 1816–1834
W 1816 wrócił na wieś i zajmował się pracą społeczną. Od 1820 brał czynny udział w pracach organizacyjnych Towarzystwa Kredytowego Ziemskiego (1825), zostając jego prezesem w województwie kaliskim. Wraz z wybuchem powstania listopadowego (1830–1831) wrócił do wojskowości. Dzięki niemu utworzone zostały dwa pułki piesze oraz dwa i pół kawalerii, które po dwóch miesiącach opuściły województwo kaliskie, a Biernacki zaczął wówczas tworzenie rezerw. Pod koniec powstania udało mu się z nich utworzyć zalążek nowego pułku regularnego: mianowicie I batalion 8 Pułku Strzelców Pieszych. Kiedy pod koniec sierpnia oddziały rosyjskie weszły w granice województwa i zbliżały się do miasta, Biernacki z pospolitym ruszeniem wycofał się w stronę Częstochowy. W połowie września został otoczony i dostał się do niewoli rosyjskiej.  
Powrócił na wieś: z Naramic przeniósł się do Kalinowy. 
Po upadku powstania pozostał w kraju. Był twórcą Towarzystwa Kredytowego miasta Kalisza i posłem na Sejm Królestwa Polskiego. Za udzielenie pomocy emisariuszom płk. Józefa Zaliwskiego został 18 lutego 1834 skazany na 3 lata ciężkiego więzienia w twierdzy zamojskiej, w której zmarł po kilku miesiącach.